# ラ・フレーシュ
ラ・フレーシュ （La Flèche）は、フランス、ペイ・ド・ラ・ロワール地域圏、サルト県のコミューン。

## 地理
ロワール川（サルト川の支流）谷に位置する。グリニッジ子午線上にある。
ル・マンとアンジェの中間にある。

## 歴史

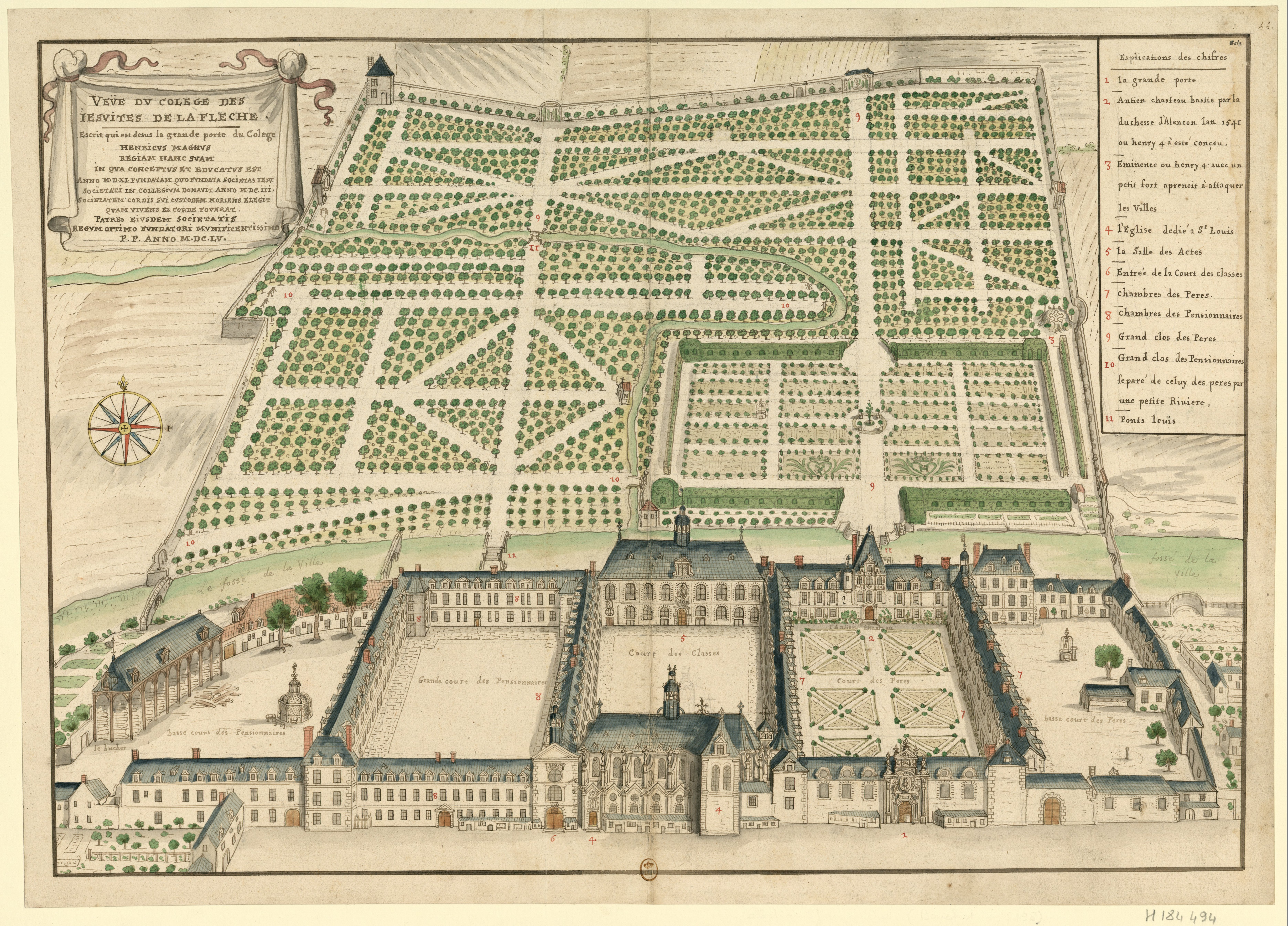
17世紀のコレージュ・ラ・フレーシュ

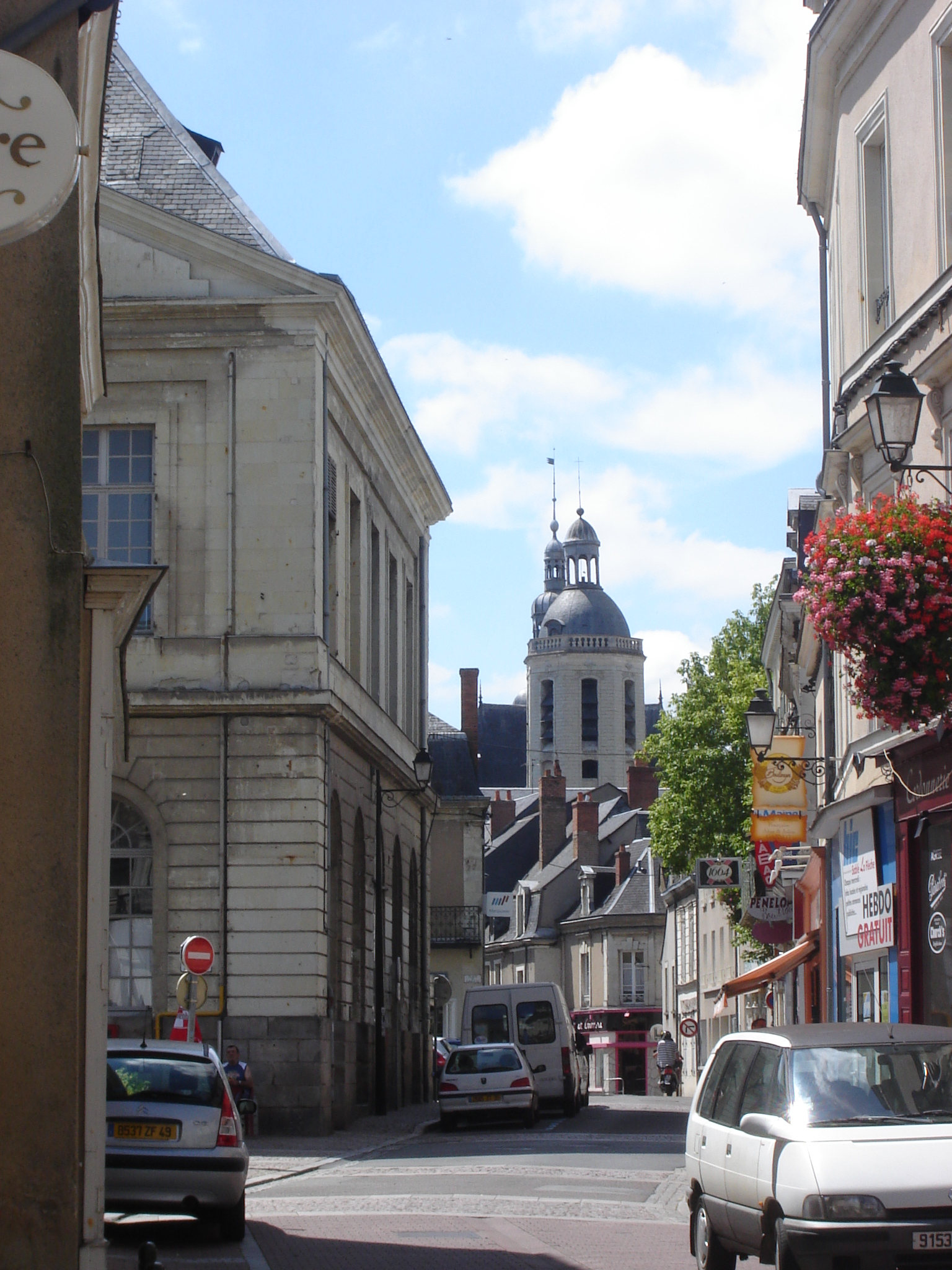
中心部の眺め

ラ・フレーシュという名の起源は明らかでない。歴史家ジャック・テルモーは、大地に置いた石から、古いラテン語fixa（フランス語でfichée、置く）に関連するとみなしている。したがって、ラ・フレッシュはメーヌ地方の町とアンジュー地方の町との境界であったことになる。古い巨石の境界は昔の写本に記されたようなFixaの名を与えた。後にFixa andegavorumと呼ばれたが、これはアンジュー地方の境界であったことを意味する。
中世のラ・フレーシュは、アンジュー司教座の教区であった。
1343年、フィリップ6世によって塩が国家の独占品となり、塩税が設置された。アンジューは塩税の高い地方で、ラ・フレーシュは16箇所ある塩貯蔵所の1つとなっていた。アンシャン・レジーム期、ラ・フレーシュはアンジューのセネシャル（sénéchaussée angevine、セネシャルとは直訳すると執事長）のもとにあった。
1603年、アンリ4世の友であったラ・フレーシュ領主ギヨーム・フーケ・ド・ラ・ヴァレンヌは、アンジュー地方の町の機能多様化と美化に貢献した。アンリ4世が設立した神学校は、イエズス会に運営が託された。1762年にイエズス会が追放されると、1764年に神学校はパリのエコール・ミリテール（士官学校）の準備学校である陸軍幼年学校となった。
17世紀、ラ・フレーシュ人たちはジェローム・ル・ロワイエ（fr）の指揮の元でモントリオール建設に参加した。
1790年、フランスに県制度が新設され、ラ・フレーシュを含むアンジュー北東部はサルト県となった。ヴァンデ戦争中の12月8日、ラ・フレーシュの戦いでコミューンはヴァンデ軍に襲われた。

## 見所
- ラ・フレーシュ陸軍幼年学校（fr）
- カルム城
- ラ・フレーシュ動物園 - 1946年創設。フランス最古の私立動物園
- フーケ・ド・ラ・ヴァレンヌ邸
- モンヌリー浜 - ロワル河岸の蛇行地点にある湖沼と野原。

## 出身者・ゆかりの人物
- ルネ・デカルト（René Descartes） - 哲学者・数学者。フランス王アンリ4世が1603年に設立したイエズス会の名門校「コレージュ・アンリ4世・ド・ラ・フレーシュ」（Collège Henri-IV de La Flèche）で学び、のちに近代哲学の祖と称される思想を形成したとされる。[1]

- デイヴィッド・ヒューム（David Hume） - イギリスの哲学者・歴史家。1735年から数年間ラ・フレーシュに滞在し、その間に主著『人間本性論』（A Treatise of Human Nature）を執筆した。彼はこの町の静けさと知的雰囲気を評価し、哲学的思索を深めた地として言及している。[2][3]

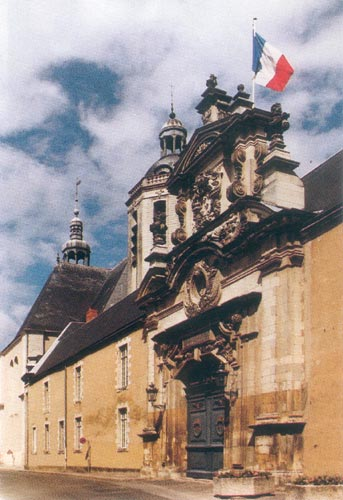
ラ・フレーシュ陸軍幼年学校
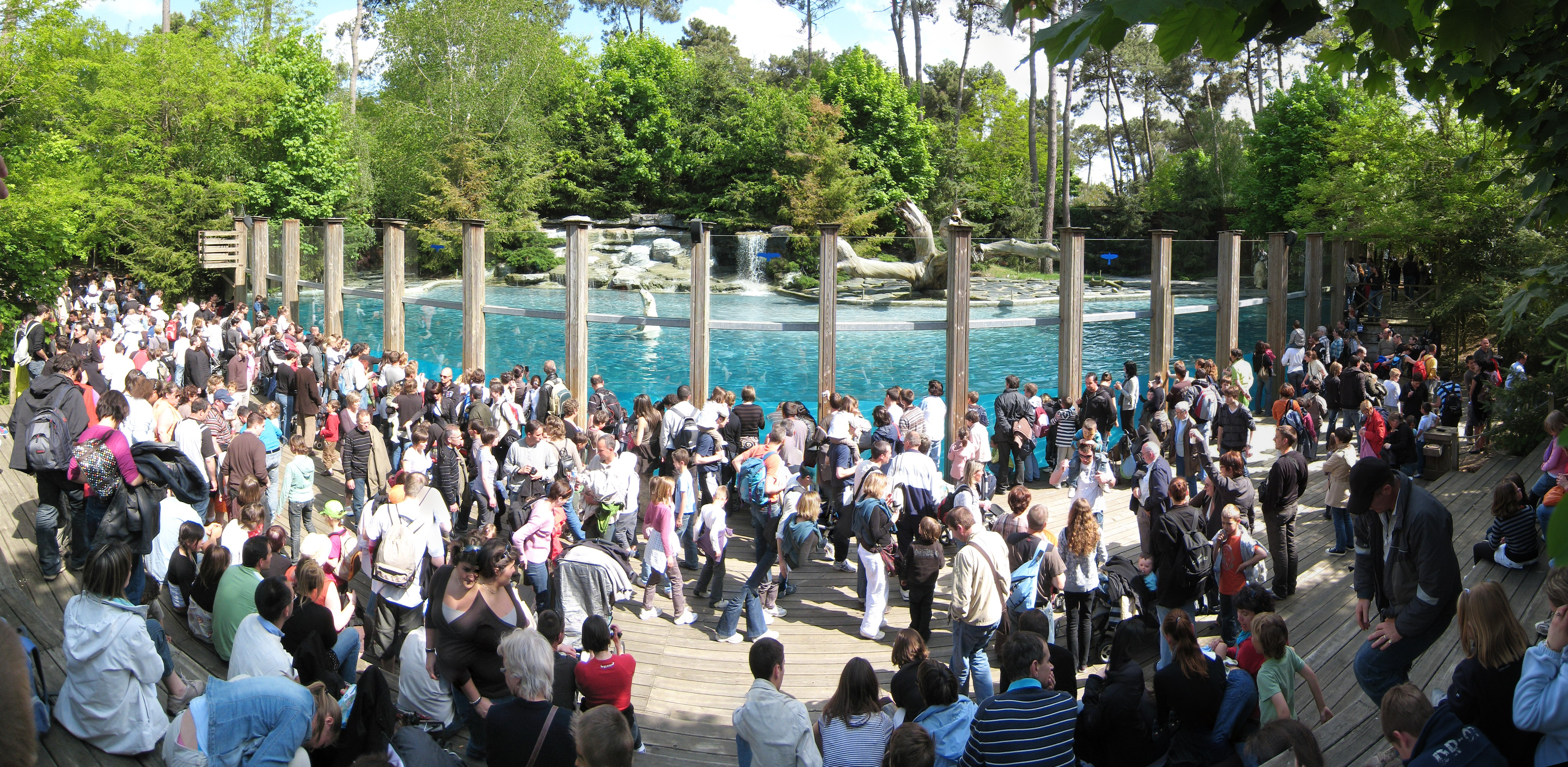
ラ・フレーシュ動物園

## 姉妹都市
- オーベルンキルヒェン、ドイツ
- チッペナム、イギリス
- マルカラ、マリ
- サン・ランベール、カナダ
- ズウォトゥフ、ポーランド

1. ↑  Jean-Luc Marion, On Descartes' Metaphysical Prism: The Constitution and the Limits of Onto-Theo-Logy in Cartesian Thought, University of Chicago Press, 1999.
2. ↑  Rick Howard, "Word Notes – Advanced Persistent Threat (APT)", The CyberWire, 2021年10月26日. https://thecyberwire.com/podcasts/word-notes/41/transcript
3. ↑  Alison Gopnik, "Hume Studies: Hume at La Flèche", 2009. https://alisongopnik.com/Papers_Alison/Gopnik_HumeStudies_withTOC.pdf